# Gruszów (potok)
Gruszów – potok, lewy dopływ rzeki Stradomka. Wypływa  we wsi Mierzeń w województwie małopolskim, w powiecie myślenickim, w gminie Raciechowice. Płynie w kierunku wschodnim, wpływając na teren wsi Gruszów. Tu zmienia kierunek na południowo-wschodni, przed samym ujściem skręcając na południe.
Gruszów ma 4 prawe  i 2 lewe dopływy. Największy z nich to prawoboczny potok Mierzeń. Zlewnia Gruszowa pod względem geograficznym znajduje się na obszarze Pogórza Wiśnickiego.

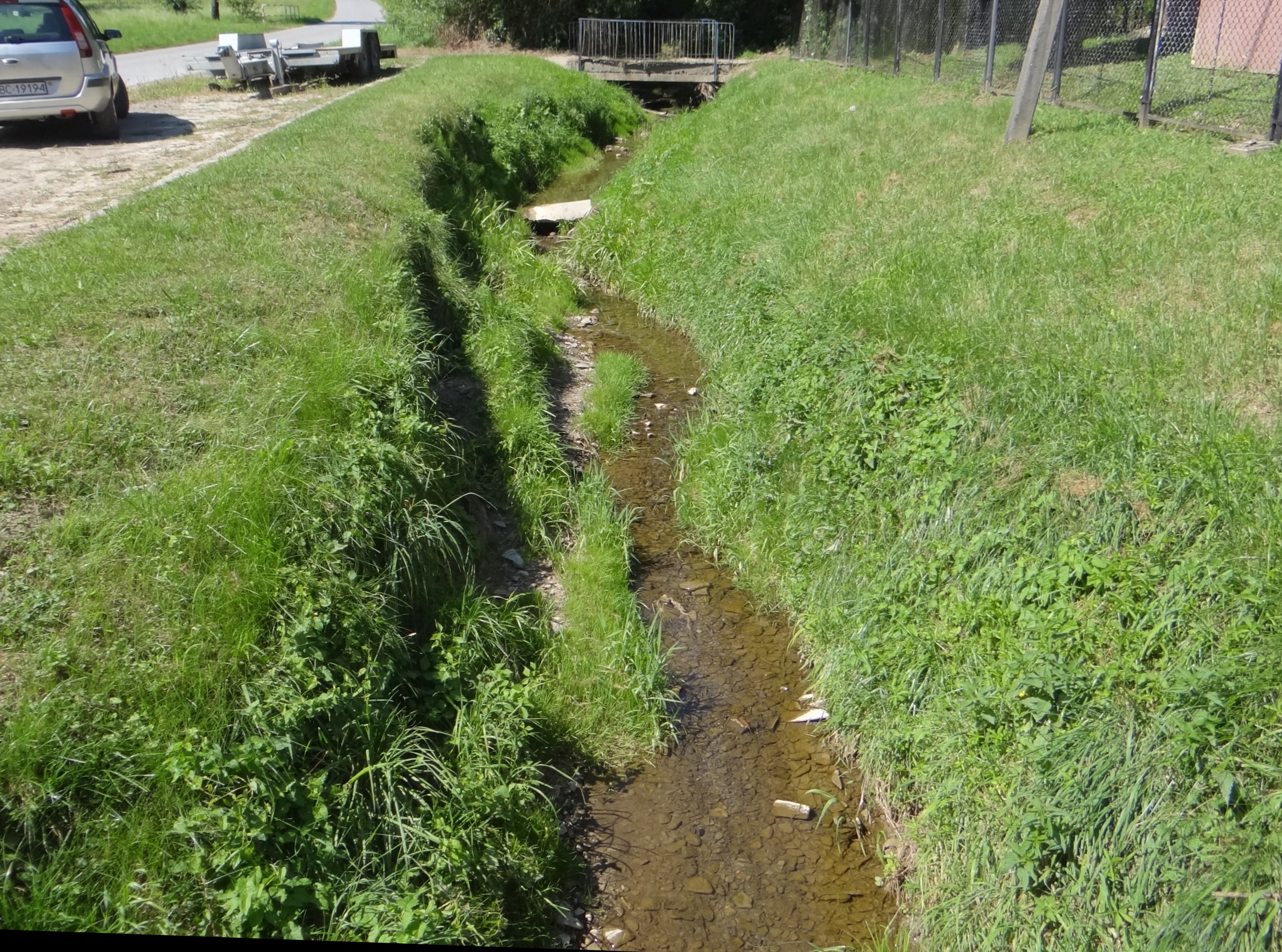
Potok Gruszów w dolnym biegu